# 1143年
| 千纪： | 2千纪 |
| 世纪： | 11世纪 \| 12世纪 \| 13世纪                                                                                       |
| 年代： | 1110年代 \| 1120年代 \| 1130年代 \| 1140年代 \| 1150年代 \| 1160年代 \| 1170年代                                 |
| 年份： | 1138年 \| 1139年 \| 1140年 \| 1141年 \| 1142年 \| 1143年 \| 1144年 \| 1145年 \| 1146年 \| 1147年 \| 1148年       |
| 纪年： | 癸亥年（猪年）；西夏大庆五年；金皇統三年；西辽康國十年；南宋紹興十三年；大理廣運六年；越南大定四年；日本康治二年 |

## 大事记
- 西遼開國君主耶律大石死後，其子耶律夷列年幼，遺詔命皇后蕭塔不煙臨朝稱制。
- 在羅馬教廷的調停下，卡斯提爾王國與葡萄牙王國正式簽署《薩莫拉條約》，卡斯提爾王國正式承認葡萄牙王國的獨立地位
- 鮑德溫三世加冕為耶路撒冷國王。

## 出生
- 陈亮，南宋学者（逝世1194年，51岁）
- 貝亞特麗絲一世 (勃艮第)，勃艮第女伯爵，神圣罗马帝国皇后

## 逝世
- 依诺森二世，教皇
- 约翰二世，拜占庭帝国皇帝（出生1087年，56岁）
- 耶律大石，西遼建立者（出生1087年，56岁）
- 马姆斯伯里的威廉，12世纪英格兰历史学家（出生于1080年/1095年，63岁/48岁）